# Strassenbahn Steffisburg–Thun–Interlaken
| Triebwagen Ce 2/2 13 mit zwei Hochbordwagen an einem Steinbruch bei Nastel, 1914 |                     |                                  |                                  |
| Fahrplanfeld: | 43                  |                                  |                                  |
| Streckenlänge: | 25.811 km           |                                  |                                  |
| Spurweite: | 1000 mm (Meterspur) |                                  |                                  |
| Stromsystem: | 1100 V =            |                                  |                                  |
| Maximale Neigung: | 74 ‰                |                                  |                                  |
| Minimaler Radius: | 20 m                |                                  |                                  |
| Streckengeschwindigkeit: | 35 km/h             |                                  |                                  |
| |                     |                                  |                                  |
| \| \| 3.3 \| Steffisburg-Dorf \| 599 m ü. M. \| \| \| \| Steffisburg-Post \| \| \| \| \| Steffisburg-Platz \| \| \| \| \| Mühlebachbrücke \| \| \| \| \| Spar- und Leihkasse \| \| \| \| \| Glockenthal \| \| \| \| \| Glockenthal-Brauerei \| \| \| \| 1.6 \| Glockenthal (Ausweiche) \| 573 m ü. M. \| \| \| \| Hornbergstrasse \| \| \| \| \| Hübeli \| \| \| \| \| Berntor \| \| \| \| \| Depot Schwäbis \| \| \| \| \| Marktgasse \| \| \| \| \| Unterbälliz \| \| \| \| \| Thun-Bahnhof (bis 1923) \| \| \| \| \| Postgebäude \| \| \| \| 0.0 \| Thun-Bahnhof (ab 1923) \| 560 m ü. M. \| \| \| \| Sinnebrücke \| \| \| \| \| Thun-Lauitor (Ausweiche ab 1920) \| \| \| \| \| Hofstetten \| \| \| \| 1.1 \| Thun-Kursaal \| 564 m ü. M. \| \| \| \| Bächimatte \| \| \| \| \| Seematte \| \| \| \| 2.4 \| Hünibach (Chartreuse) \| 572 m ü. M. \| \| \| \| Eichbühl \| \| \| \| \| Hünegg \| \| \| \| \| Seebühl \| \| \| \| \| Hilterfingen \| \| \| \| \| Hilterfingen-Kirche \| \| \| \| \| Oberhofen-Ländte \| \| \| \| \| Oberhofen-Dorf \| \| \| \| 5.2 \| Oberhofen Rieder \| 575 m ü. M. \| \| \| \| Längenschachen \| \| \| \| \| Oertlibach \| \| \| \| \| Herzogenacker \| \| \| \| 8.2 \| Gunten \| 567 m ü. M. \| \| \| \| Guntenmatt \| \| \| \| \| Stampbach \| \| \| \| \| Ralligen \| \| \| \| \| Merligen-Stöckli \| \| \| \| \| Merligen-Vorderdorf \| \| \| \| 11.5 \| Merligen-Ländte \| 568 m ü. M. \| \| \| \| Merligen-Mätteli \| \| \| \| 13.4 \| Beatenbucht (Anschluss TBB) \| 568 m ü. M. \| \| \| 14.4 \| Nastel \| 616 m ü. M. \| \| \| \| \| \| \| \| \| \| \| \| \| 16.6 \| Beatushöhlen \| 622 m ü. M. \| \| \| \| \| \| \| \| \| \| \| \| \| 17.8 \| Sundlauenen \| 612 m ü. M. \| \| \| \| Beatusbad \| \| \| \| 20.2 \| Neuhaus \| 566 m ü. M. \| \| \| \| Schützenhaus-Unterseen \| \| \| \| 21.2 \| Unterseen-Widimatt \| 572 m ü. M. \| \| \| \| Weissenaustrasse \| \| \| \| \| Scheidgasse \| \| \| \| 22.7 \| Interlaken-Bahnhof \| 564 m ü. M. \| |                     |                                  |                                  |
| U-Bahn-Kopfbahnhof Streckenanfang (Strecke außer Betrieb) | 3.3                 | Steffisburg-Dorf                 | 599 m ü. M.                      |
| U-Bahn-Haltepunkt / Haltestelle (Strecke außer Betrieb) |                     | Steffisburg-Post                 | Steffisburg-Post                 |
| U-Bahn-Haltepunkt / Haltestelle (Strecke außer Betrieb) |                     | Steffisburg-Platz                | Steffisburg-Platz                |
| U-Bahn-Haltepunkt / Haltestelle (Strecke außer Betrieb) |                     | Mühlebachbrücke                  | Mühlebachbrücke                  |
| U-Bahn-Haltepunkt / Haltestelle (Strecke außer Betrieb) |                     | Spar- und Leihkasse              | Spar- und Leihkasse              |
| U-Bahn-Haltepunkt / Haltestelle (Strecke außer Betrieb) |                     | Glockenthal                      | Glockenthal                      |
| U-Bahn-Haltepunkt / Haltestelle (Strecke außer Betrieb) |                     | Glockenthal-Brauerei             | Glockenthal-Brauerei             |
| U-Bahn-Bahnhof (Strecke außer Betrieb) | 1.6                 | Glockenthal (Ausweiche)          | 573 m ü. M.                      |
| U-Bahn-Haltepunkt / Haltestelle (Strecke außer Betrieb) |                     | Hornbergstrasse                  | Hornbergstrasse                  |
| U-Bahn-Haltepunkt / Haltestelle (Strecke außer Betrieb) |                     | Hübeli                           | Hübeli                           |
| U-Bahn-Haltepunkt / Haltestelle (Strecke außer Betrieb) |                     | Berntor                          | Berntor                          |
| U-Bahn-Betriebs-/Güterbahnhof Streckenanfang und quer (Strecke außer Betrieb) · U-Bahn-Abzweig geradeaus und von rechts (Strecke außer Betrieb) |                     | Depot Schwäbis                   | Depot Schwäbis                   |
| U-Bahn-Haltepunkt / Haltestelle (Strecke außer Betrieb) |                     | Marktgasse                       | Marktgasse                       |
| U-Bahn-Strecke von links (außer Betrieb) · U-Bahn-Abzweig geradeaus, nach rechts und von rechts (Strecke außer Betrieb) |                     | Unterbälliz                      | Unterbälliz                      |
| U-Bahn-Kopfbahnhof Streckenende (Strecke außer Betrieb) · U-Bahn-Strecke (außer Betrieb) |                     | Thun-Bahnhof (bis 1923)          | Thun-Bahnhof (bis 1923)          |
| U-Bahn-Haltepunkt / Haltestelle (Strecke außer Betrieb) |                     | Postgebäude                      | Postgebäude                      |
| U-Bahn-Kopfbahnhof Streckenanfang und quer (Strecke außer Betrieb) · U-Bahn-Abzweig geradeaus, nach rechts und von rechts (Strecke außer Betrieb) | 0.0                 | Thun-Bahnhof (ab 1923)           | 560 m ü. M.                      |
| U-Bahn-Haltepunkt / Haltestelle (Strecke außer Betrieb) |                     | Sinnebrücke                      | Sinnebrücke                      |
| U-Bahn-Bahnhof (Strecke außer Betrieb) |                     | Thun-Lauitor (Ausweiche ab 1920) | Thun-Lauitor (Ausweiche ab 1920) |
| U-Bahn-Haltepunkt / Haltestelle (Strecke außer Betrieb) |                     | Hofstetten                       | Hofstetten                       |
| U-Bahn-Bahnhof (Strecke außer Betrieb) | 1.1                 | Thun-Kursaal                     | 564 m ü. M.                      |
| U-Bahn-Haltepunkt / Haltestelle (Strecke außer Betrieb) |                     | Bächimatte                       | Bächimatte                       |
| U-Bahn-Haltepunkt / Haltestelle (Strecke außer Betrieb) |                     | Seematte                         | Seematte                         |
| U-Bahn-Bahnhof (Strecke außer Betrieb) | 2.4                 | Hünibach (Chartreuse)            | 572 m ü. M.                      |
| U-Bahn-Haltepunkt / Haltestelle (Strecke außer Betrieb) |                     | Eichbühl                         | Eichbühl                         |
| U-Bahn-Haltepunkt / Haltestelle (Strecke außer Betrieb) |                     | Hünegg                           | Hünegg                           |
| U-Bahn-Haltepunkt / Haltestelle (Strecke außer Betrieb) |                     | Seebühl                          | Seebühl                          |
| U-Bahn-Haltepunkt / Haltestelle (Strecke außer Betrieb) |                     | Hilterfingen                     | Hilterfingen                     |
| U-Bahn-Haltepunkt / Haltestelle (Strecke außer Betrieb) |                     | Hilterfingen-Kirche              | Hilterfingen-Kirche              |
| U-Bahn-Haltepunkt / Haltestelle (Strecke außer Betrieb) |                     | Oberhofen-Ländte                 | Oberhofen-Ländte                 |
| U-Bahn-Haltepunkt / Haltestelle (Strecke außer Betrieb) |                     | Oberhofen-Dorf                   | Oberhofen-Dorf                   |
| U-Bahn-Bahnhof (Strecke außer Betrieb) | 5.2                 | Oberhofen Rieder                 | 575 m ü. M.                      |
| U-Bahn-Haltepunkt / Haltestelle (Strecke außer Betrieb) |                     | Längenschachen                   | Längenschachen                   |
| U-Bahn-Haltepunkt / Haltestelle (Strecke außer Betrieb) |                     | Oertlibach                       | Oertlibach                       |
| U-Bahn-Haltepunkt / Haltestelle (Strecke außer Betrieb) |                     | Herzogenacker                    | Herzogenacker                    |
| U-Bahn-Bahnhof (Strecke außer Betrieb) | 8.2                 | Gunten                           | 567 m ü. M.                      |
| U-Bahn-Haltepunkt / Haltestelle (Strecke außer Betrieb) |                     | Guntenmatt                       | Guntenmatt                       |
| U-Bahn-Haltepunkt / Haltestelle (Strecke außer Betrieb) |                     | Stampbach                        | Stampbach                        |
| U-Bahn-Haltepunkt / Haltestelle (Strecke außer Betrieb) |                     | Ralligen                         | Ralligen                         |
| U-Bahn-Haltepunkt / Haltestelle (Strecke außer Betrieb) |                     | Merligen-Stöckli                 | Merligen-Stöckli                 |
| U-Bahn-Haltepunkt / Haltestelle (Strecke außer Betrieb) |                     | Merligen-Vorderdorf              | Merligen-Vorderdorf              |
| U-Bahn-Bahnhof (Strecke außer Betrieb) | 11.5                | Merligen-Ländte                  | 568 m ü. M.                      |
| U-Bahn-Haltepunkt / Haltestelle (Strecke außer Betrieb) |                     | Merligen-Mätteli                 | Merligen-Mätteli                 |
| U-Bahn-Bahnhof (Strecke außer Betrieb) | 13.4                | Beatenbucht (Anschluss TBB)      | 568 m ü. M.                      |
| U-Bahn-Bahnhof (Strecke außer Betrieb) | 14.4                | Nastel                           | 616 m ü. M.                      |
| U-Bahn-Tunnel (Strecke außer Betrieb) |                     |                                  |                                  |
| U-Bahn-Tunnel (Strecke außer Betrieb) |                     |                                  |                                  |
| U-Bahn-Bahnhof (Strecke außer Betrieb) | 16.6                | Beatushöhlen                     | 622 m ü. M.                      |
| U-Bahn-Tunnel (Strecke außer Betrieb) |                     |                                  |                                  |
| U-Bahn-Tunnel (Strecke außer Betrieb) |                     |                                  |                                  |
| U-Bahn-Bahnhof (Strecke außer Betrieb) | 17.8                | Sundlauenen                      | 612 m ü. M.                      |
| U-Bahn-Haltepunkt / Haltestelle (Strecke außer Betrieb) |                     | Beatusbad                        | Beatusbad                        |
| U-Bahn-Bahnhof (Strecke außer Betrieb) | 20.2                | Neuhaus                          | 566 m ü. M.                      |
| U-Bahn-Haltepunkt / Haltestelle (Strecke außer Betrieb) |                     | Schützenhaus-Unterseen           | Schützenhaus-Unterseen           |
| U-Bahn-Bahnhof (Strecke außer Betrieb) | 21.2                | Unterseen-Widimatt               | 572 m ü. M.                      |
| U-Bahn-Haltepunkt / Haltestelle (Strecke außer Betrieb) |                     | Weissenaustrasse                 | Weissenaustrasse                 |
| U-Bahn-Haltepunkt / Haltestelle (Strecke außer Betrieb) |                     | Scheidgasse                      | Scheidgasse                      |
| U-Bahn-Kopfbahnhof Streckenende (Strecke außer Betrieb) | 22.7                | Interlaken-Bahnhof               | 564 m ü. M.                      |

Die Strassenbahn Steffisburg–Thun–Interlaken war eine im Schweizer Kanton Bern betriebene Strassenbahn, die von 1914 bis 1958 bestand. Sie umfasste zwei von Thun ausgehende Strecken, die nach Steffisburg sowie am Nordufer des Thunersees entlang über die Beatenbucht bis Interlaken führten. Betreiber der Bahn war die Elektrische Bahn Steffisburg–Thun–Interlaken, ab 1916 als Rechtsufrige Thunerseebahn, elektrische Bahn Steffisburg–Thun–Interlaken (STJ), die heutigen Verkehrsbetriebe STI.

## Geschichte
Seit 1893 war das südliche, linke Ufer des Thunersees mit der Thunerseebahn erschlossen worden. Die Ortschaften am auf der Sonnenseite gelegenen rechten Seeufer wurden auch nach dem Bau der durchgehenden «Staatsstrasse» (heute Hauptstrasse 221) mit den seit 1835 verkehrenden Raddampfern bedient. Um die Verkehrsbeziehungen zu verbessern, entschlossen sich einige Hoteliers zur Einrichtung einer Autobuslinie von Thun nach Oberhofen. Der 1905 eingerichtete Betrieb währte gut zwei Monate und musste wegen der unausgereiften Technik abgebrochen werden. Die nächste Initiative sah den Bau einer Strassenbahn vor. Die Ortschaft Gunten (Gemeinde Sigriswil) bekundete ihr Interesse an einem Bahnanschluss, sodass die Strecke nun bis zur Beatenbucht geführt werden sollte. Da die Interessenten nicht genügend Eigenkapital zusammenbrachten, bot eine Zürcher Finanzgruppe eine Mitfinanzierung an. Da sie die Verbindung bis zur Beatenbucht als zu wenig interessant erachtete, brachte sie die Verlängerung nach Interlaken ins Gespräch, um die beiden Hauptorte am See miteinander zu verbinden.
Die Konzession für den Betrieb der Verkehrslinie wurde am 19. Dezember 1905 erteilt. Am 11./16. Dezember 1911 konstituierte sich die STJ. Das Anfangskapital betrug 1.6 Millionen Franken (aufgeteilt in 1200 Stammaktien und 2000 Prioritätsaktien zu je 500 Franken), für den Bahnbau wurden mit Hilfe von zusätzlichen 3200 Obligationen zu je 500 Franken insgesamt Wertpapiere in Höhe von 3.2 Millionen Franken aufgelegt.

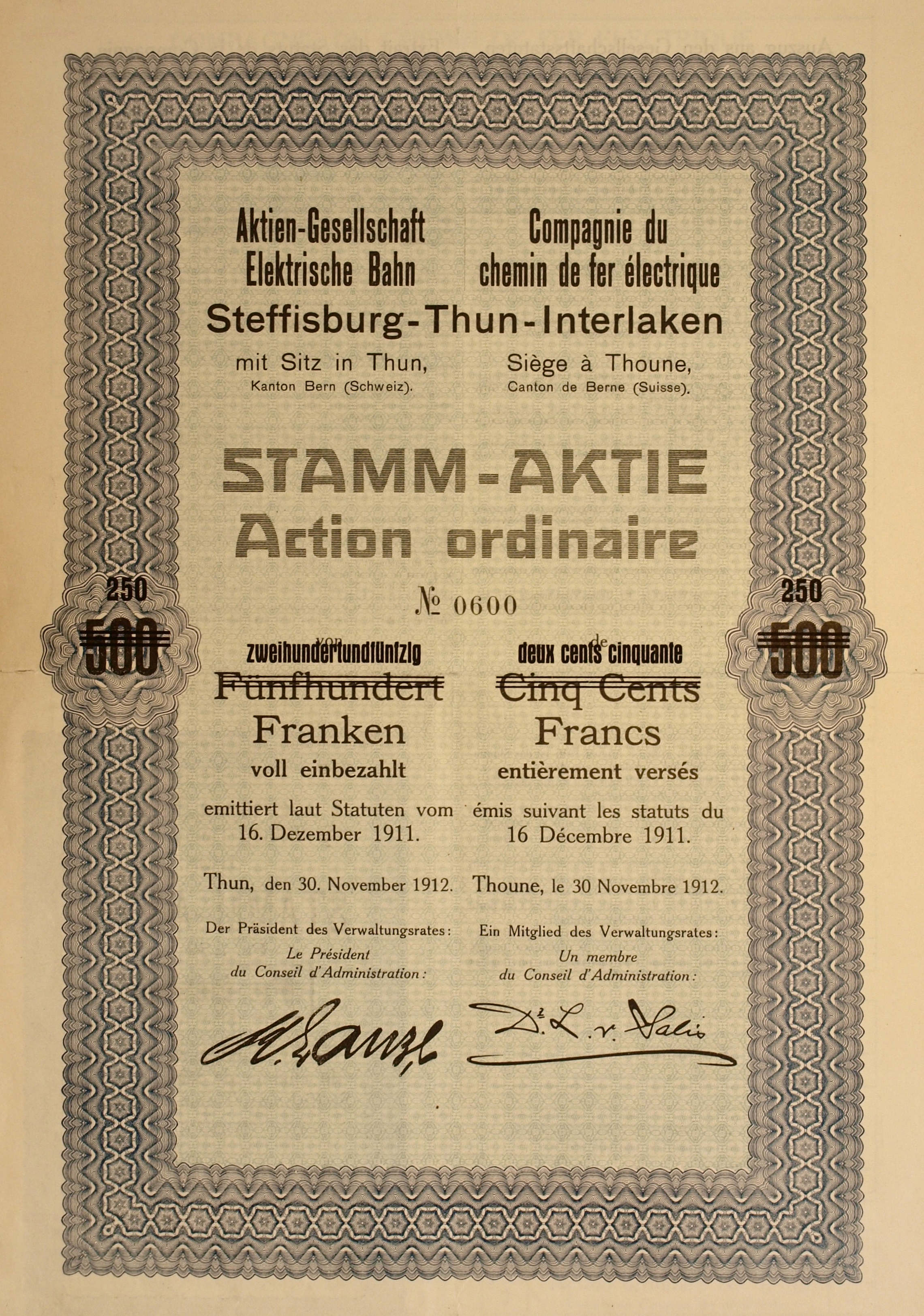
Stammaktie über 500 Franken
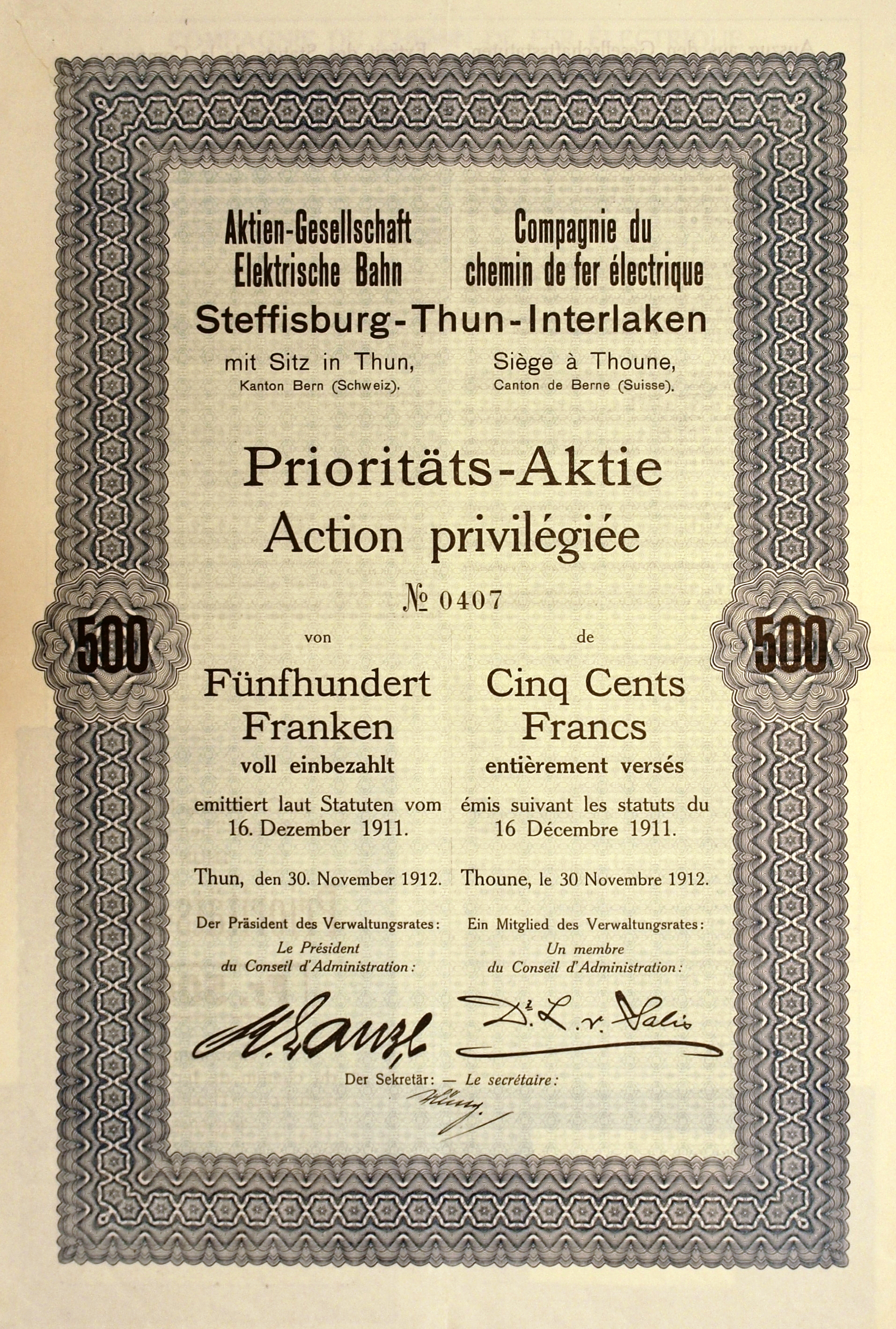
Prioritätsaktie über 500 Franken
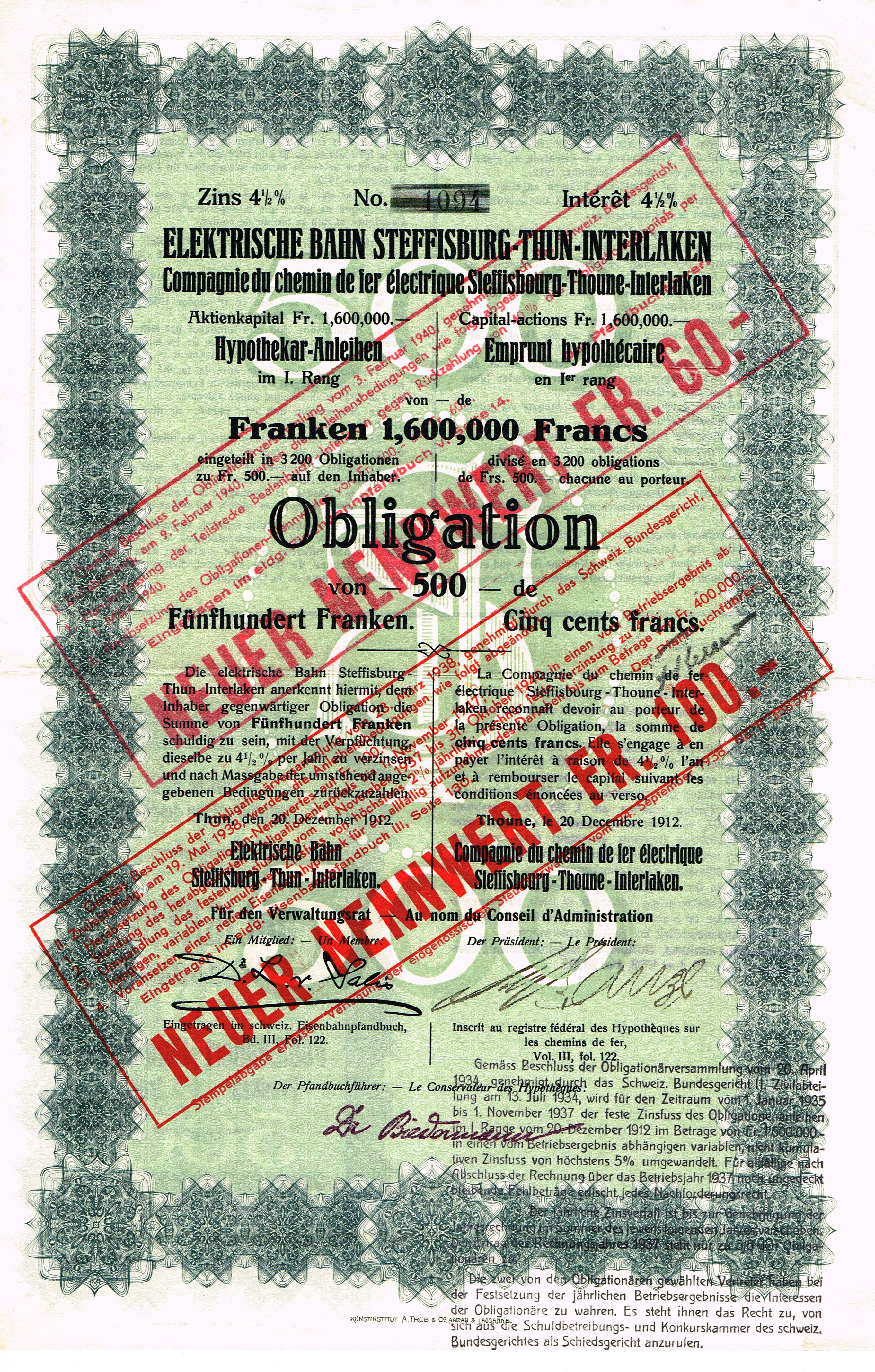
Obligation über 500 Franken

Kurz darauf stiegen Teile der Finanzgruppe aus dem Vorhaben aus, und einzelne Fachleute des Verwaltungsrates traten zurück. Bei der anschliessenden Auftragsverteilung ergaben sich erste Probleme, da kaum ein Unternehmen bereit war, zu diesem Preis zu arbeiten. Es fand sich die Kommandit AG J. E. Brüstlein & Cie., die für den kompletten Bau einschliesslich Hochbauten, Elektrifizierung, Mobiliar und Fahrzeuge einen Pauschalbetrag in Höhe von 3.02 Millionen Franken erhielt. Weiterhin verlangte der Kanton Bern ein Mitbenutzungsrecht der anzulegenden Strasse. Die seit Anfang prekäre finanzielle Situation zog sich über die gesamte Betriebsdauer der Bahn hin. Die ursprünglich geplanten Verlängerungen nach Wilderswil und Gsteig kamen daher nie zur Ausführung.

Eröffnungszug mit Triebwagen Ce 2/2 7 in Thun, 1913

Der Bahnbau ging anfangs zügig vonstatten, doch durch diverse Hindernisse wurde die Komplettierung mehrmals verzögert. Unter anderem mussten mehrere Telefon- und Stromleitungen für den Bau beseitigt und neuverlegt werden. Angesichts des geringen finanziellen Spielraums wurde die Strecke so billig wie möglich gebaut. So wurde beispielsweise auf Querschwellen verzichtet und die auf einer dünnen Schotterunterlage verlegten Schienen mit Spurstangen festgehalten. Die Schienen waren daher schnell abgenutzt und bedurften mehrfach einer Ausbesserung. Am 10. Oktober 1913 ging der erste Abschnitt Steffisburg – Thun – Oberhofen in Betrieb. Die Züge begannen am Bahnhof Thun; der erste Fahrplan sah nach Steffisburg täglich 64 Züge vor und Richtung Oberhofen 52 Züge. Zu Weihnachten 1913 war der Abschnitt Oberhofen – Beatenbucht fertiggestellt. Der verbliebene Abschnitt bis Interlaken konnte am 20. Juni 1914 in Betrieb gehen, vorausgegangen waren mehrere Felssprengungen in dem komplizierten Streckenabschnitt.
Mit dem Ausbruch des Ersten Weltkrieges und der Mobilmachung der Schweizer Armee ging der Personalbestand der STJ drastisch zurück, sodass das Unternehmen gezwungen war, den Fahrplan auszudünnen. Der Verkehr zwischen Beatenbucht und Interlaken wurde gänzlich eingestellt. Zudem verliessen viele ausländische Touristen die Orte. Die finanzielle Situation der STJ führte zu weiteren Einschränkungen im Jahr 1915 und einer Anhebung der Güter- und Gepäcktarife. Die Fahrgastzahlen sanken 1915 um 75'000 auf unter 500'000. 1916 musste zur Konsolidierung der finanziellen Lage die Aktienverteilung neu geordnet werden, der Firmenname lautet seitdem Rechtsufrige Thunerseebahn, elektrische Bahn Steffisburg–Thun–Interlaken. Der Strassenbahnverkehr nach Interlaken wurde im selben Jahr wieder aufgenommen und die Stationen Thun und Hünibach erweitert. Ein Rechtsstreit mit der Baufirma bezüglich einer gestellten Nachforderung konnte zudem beigelegt werden. Das Fahrpersonal erhielt monatlich Teuerungszuschläge von 15 oder 20 Franken, die Fahrpreise wurden hierfür um fünf bis zehn Rappen pro Billett erhöht. Während des Krieges kam es zu weiteren Tariferhöhungen und Fahrplaneinschränkungen. Die Situation besserte sich erst allmählich nach der Elektrifizierung der Hauptbahn Bern – Thun und dem damit verbundenen Fahrgastanstieg. Ab 1921 war die linksufrige Thunerseebahn Thun – Interlaken elektrifiziert. Das Jahr 1921 selbst war für die STJ sehr durchwachsen. Die Ausbreitung der Maul- und Klauenseuche führte zur Absage sämtlicher Markttage, zudem stellte die Beatenbergbahn ihren Betrieb ein. Dennoch verzeichnete die Gesellschaft infolge des Schützenfestes in Interlaken Rekordzahlen.
Infolge der Verlegung des Thuner Bahnhofs mussten die Gleisanlagen des STJ ebenfalls an dem neuen Standort aufgebaut werden. Das neue Stationsgebäude ging am 13. Juni 1927 in Betrieb und wurde jeweils zur Hälfte von der STJ und der BLS für deren Dampfschiffanleger genutzt. Das alte Stationsgebäude wurde in Gunten neu aufgebaut. Zwischen Thun und Gunten bot die Bahn ab 1923 einen 20-Minuten-Takt an, der später bis Merligen ausgeweitet wurde. Für Skifahrer auf den Beatenberg bot die STJ besondere Sportbillette an. Ab 1925 kam es zu weiteren Streckenausbauten, unter anderem an den Stationen Gunten und Beatushöhlen, sowie einer abschnittsweisen Verbesserung des Unterbaus. Die alten Schienen mit Profil Phönix /c mit 35,5 Kilogramm Metergewicht wurden durch das Profil Bevat 51 mit 42,8 Kilogramm Metergewicht ausgetauscht, der Austausch war auch einer steigenden Belastung durch den Automobilverkehr geschuldet. Das Gleichrichterwerk in Oberhofen wurde 1929 automatisiert.
Im Jahr 1930 gab es erste Forderungen, die Bahn auf andere Traktionsmittel umzustellen. Infolge der Weltwirtschaftskrise gingen die Fahrgastzahlen um rund 20 Prozent zurück. Durch den Gewinnrückgang war die STJ nicht imstande, weitere Streckenabschnitte zu modernisieren. Der Kanton Bern verlangte weitere Umbauten, deren Kosten sich auf 1.75 Millionen Franken beliefen. Die STJ bemühte sich daher, die Anrainergemeinden zur Kostenbeteiligung zu bewegen. Thun und Steffisburg gewährten die benötigten Kredite, die übrigen Gemeinden lehnten ab und verlangten beim Bundesgericht die Liquidation der Bahn. Die Fahrgastzahlen gingen im Laufe der 1930er Jahre weiter zurück, neben der anhaltenden Wirtschaftskrise waren vereinzelt auch Hochwasser und schlechtes Wetter ausschlaggebend. Am 20. Juli 1937 kam es bei einem Wolkenbruch zur mehrfachen Unterbrechung der Strasse durch Geröllhalden, in Gunten war die Strassenbrücke weggebrochen und durch eine Notbrücke ersetzt worden; der Bahnverkehr war für drei Tage unterbrochen. Die erneute Ausbreitung der Maul- und Klauenseuche führte 1938 wieder zur Absage der Markttage und einem weiteren Einnahmerückgang. 1939 beabsichtigte der Kanton Bern den Ausbau der Strasse Beatenbucht – Interlaken, sofern die Gesellschaft gegen eine Vergütung von 80'000 Franken zum Ausbau ihrer Gleise bereit sei. Mit einer Zweidrittelmehrheit beschloss die Generalversammlung der STJ daraufhin die Aufgabe des Streckenabschnittes. Damit verbunden waren eine Änderung der Konzession auf Beatenbucht als Endhaltestelle und die Einrichtung eines Autobuspendels zwischen Beatenbucht und Interlaken. Am 18. Dezember 1939 stellte die STJ den Betrieb zwischen Beatenbucht und Interlaken ein, die Streckenlänge ging dadurch um 9386 Meter auf 16'742 Meter zurück. Die Aufnahme des Autobusbetriebs verzögerte sich bis zum 15. August 1940, da der Ausbruch des Zweiten Weltkrieges zur Beschlagnahmung von Automobilen und Treibstoffen durch die Armee führte. Die Schienen wurden ebenfalls zu Teilen von der Armee übernommen oder zur Ausbesserung der verbliebenen Strecke verwendet.

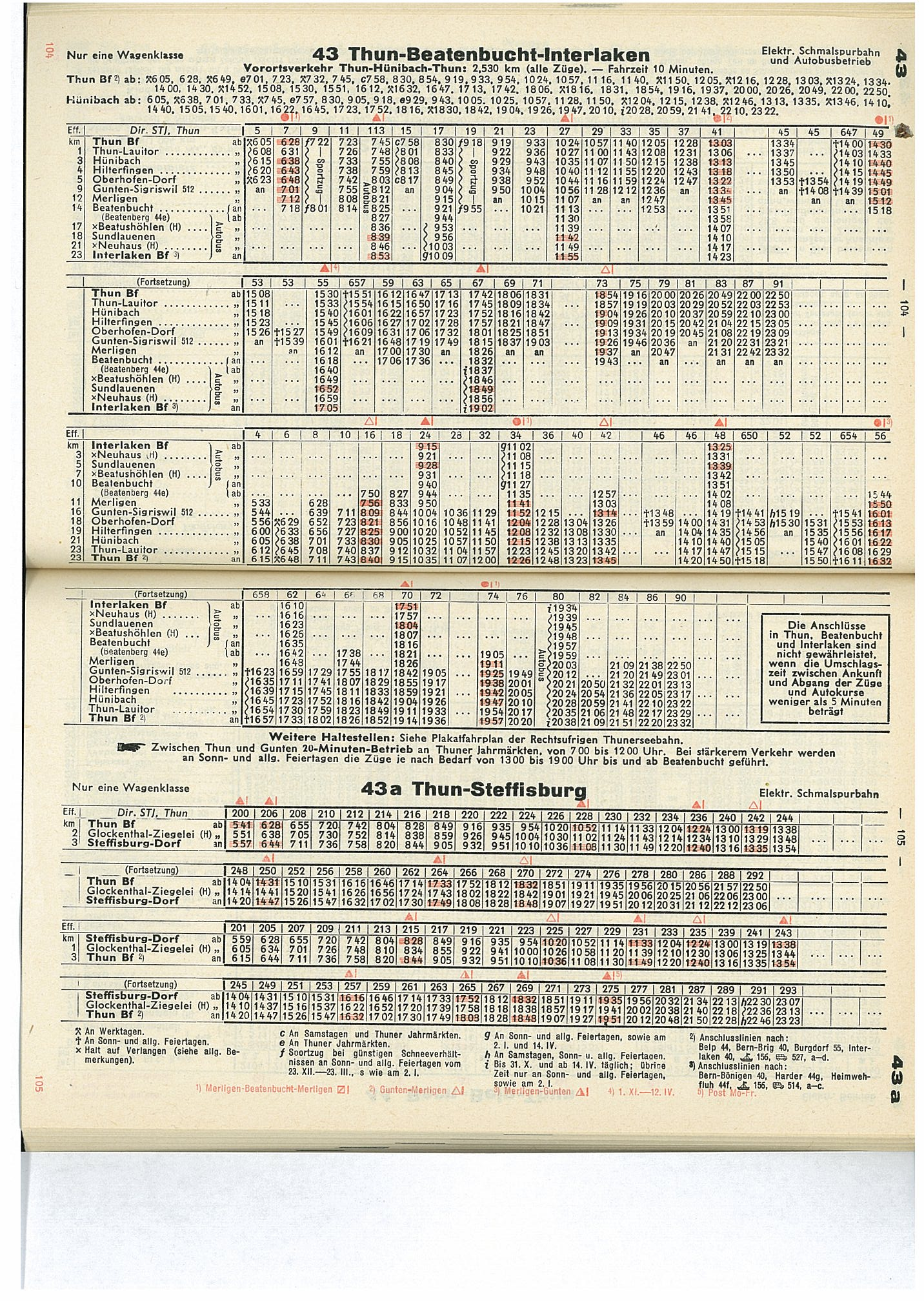
Fahrplan im Winter 1951/52

Trotz des ausbleibenden Fremdenverkehrs verzeichnete die Bahn über den Krieg Rekordeinnahmen, da der private Automobilverkehr nahezu gänzlich zum Erliegen kam und die Armee die Strassenbahn für ihre Transporte heranzog. 1942 wurden erstmals über eine Million Fahrgäste befördert, 1944 wurden annähernd 1.375 Millionen Fahrgäste gezählt. Ab 1. April 1944 durften die ausgegebenen Rückfahrkarten wahlweise für die Bahn oder die Thunerseeschifffahrt genutzt werden. Ab Weihnachten erhob die STJ ferner einen kriegsbedingten Zuschlag von 10–20 Prozent zum Fahrpreis, der einem Fond für notleidende Schifffahrts- und Eisenbahnunternehmen zugeleitet wurde. 1945 stiegen die Fahrgastzahlen unerwartet auf über 1.5 Millionen an, und die Lohn-Preis-Spirale wurde stark angekurbelt, worauf die Ausgaben rascher anstiegen als die Einnahmen. Streckenunterhaltungen wurden infolgedessen auf ein Minimum reduziert. Eine 1946 durchgeführte Kontrolle durch das Eidgenössische Amt für Verkehr ergab, dass grosse Teile der Strecke innert zwei Jahren modernisiert werden müssten, die Kosten wurden mit 200'000 Franken veranschlagt. Die Stromversorgung konnte indes 1947 durch den Bau einer neuen Schaltstation in Oberhofen mit Hochspannungsanschluss und die Verlegung eines Hochspannungsseekabels nach Spiez durch die Bernischen Kraftwerke verbessert werden.
Im Jahr 1948 fiel der Beschluss, die Seestrecke auf Trolleybusbetrieb umzustellen, die Strecke nach Steffisburg sollte bis 1965 erhalten bleiben. Für die Umstellung waren Ausgaben in Höhe von vier Millionen Franken vorgesehen, von denen der Kanton Bern 1,6 Millionen und der Bund 900'000 Franken übernahmen. Den übrigen Betrag steuerten der Betrieb und die Gemeinden bei. Unter anderem war der Bau eines neuen Depots vorgesehen. Die Unterhaltung der Strecke wurde mit Hinblick auf die baldige Einstellung auf ein Minimum reduziert. 1952 stellte das Unternehmen Schrittweise den Betrieb zwischen Thun und Beatenbucht von Tram auf Trolleybus um. Beatenbuch bis Merligen am 1. Februar, Merligen bis Gunten am 7. April und Gunten bis Thun am 11. August. Die Strecke Thun – Steffisburg blieb indes noch erhalten, da der Unterbau in diesem Abschnitt deutlich besser war als auf der Seestrecke. Am 1. Juni 1958 fand die Umstellung des drei Kilometer langen Reststücks auf Autobus statt. Das Stationsgebäude am Bahnhof Thun blieb erhalten und wird heute weiterhin von den Verkehrsbetrieben STI genutzt.

## Fahrzeuge und Depot

Depot Schwäbis, um 1913

Zur Eröffnung standen der Bahn 14 Triebwagen (Ce 2/2 1–14), je vier geschlossene Beiwagen (C 31–34) und Sommerwagen (C2 51–54), zwei gedeckte Güterwagen (K 71–72), zwei Hochbordwagen (L 81–82) und zwei Postwagen (FZ 91–92, ab 1920 Z 91–92) zur Verfügung  Zur Bekämpfung grösserer Schneemassen waren ferner ein Schienenkratzer – „Chräbel“ genannt – und ein darauf aufsetzbarer Schneepflug vorhanden. Die Triebwagen verfügten über geschlossene Einstiegsplattformen. Zwei Sommerwagen (C 51–52) wurden bereits 1914 verschlossen. Ebenfalls seit 1914 verfügte die Bahn über zwei einachsige Postanhänger (Z 111–112), ab 1917 über einen vierachsigen Sprengtriebwagen (Xe 2/4 101), 1918 kamen durch Ankauf von der Städtischen Strassenbahn Zürich und Eigenbau insgesamt fünf Niederbordwagen hinzu (M 61–65). Etwa zu dieser Zeit wurden die Motorwagen Ce 2/2 2 und 5 zu Beiwagen (C 21–22) umgebaut. 1920 kamen drei (C 41–43) und 1921 weitere fünf Beiwagen (BC 35–39, ab 1940 C 35–39) hinzu. Der Beiwagen BC 38 diente hierbei bis 1927 als provisorisches Stationsgebäude in Gunten, bevor hier das alte Thuner Stationsgebäude aufgestellt wurde. Im Jahr 1923 liess die STJ zwei Niederbordwagen umbauen, aus M 64 entstand der Turmwagen X 102, der Verwendungszweck von X 103 ex M 65 ist unklar. 1928 fand der Rückbau der Beiwagen C 21–22 in Triebwagen (Ce 2/2 2II+5II) statt. Im darauffolgenden Jahr liess die STJ die Sommerwagen C 53 und 54 in geschlossene Wagen umbauen. Ab 1941 diente der Beiwagen C 51 im Güterverkehr als K 73.
Infolge der Stilllegung der Seelinie waren ab 1952 mehrere Fahrzeuge entbehrlich. Je sechs Trieb- und Beiwagen gingen an die Innsbrucker Verkehrsbetriebe, wo ein Einsatz sowohl im Stadtnetz unter 600 Volt Gleichspannung als auch auf der Hallerbahn und der Mittelgebirgsbahn mit 1200 Volt Gleichspannung stattfinden sollte. Die Aufsichtsbehörden untersagten den Betrieb, da dessen Durchführung aufgrund der hohen Spannungsunterschiede nicht als sicher erschien. Zwei Triebwagen wurden für den Rangierdienst übernommen, zwei Beiwagen kamen zur Stubaitalbahn und waren dort bis in die 1960er Jahre im Einsatz. Drei Beiwagen kamen zur Trogenerbahn, wo sie als Reservefahrzeuge dienten. Von den Güter- und Dienstwagen kamen einzelne Fahrzeuge zu verschiedenen Schweizer Bahngesellschaften, die übrigen Fahrzeuge wurden abgebrochen oder teilweise anderen Zwecken zugeführt.
Die Personenwagen waren allesamt hellgelb lackiert mit cremefarbenem Fensterband. Gekuppelt wurde mit Trompetenkupplung, die Stromentnahme erfolgte über einen Lyrabügel, ab 1942/43 über Scherenstromabnehmer.
| Typ    | Nummer   | Baujahr         | Hersteller | LüP (in m) | Masse | Sitzpl. | Verbleib |
| ------ | -------- | --------------- | ---------- | ---------- | ----- | ------- | --- |
| Ce 2/2 | 1–14     | 1913            | Credé/SSW  | 9.00       | 12    | 18      | 1917 Ce 2/2 2 Wagenkasten für C 21 verwendet; 1918–1928 Ce 2/2 5 als C 22; 1952 Ce 2/2 8 ausgemustert; 1953 Ce 2/2 3–4, 6, 10, 12, 14 an Innsbruck (4=62, 6=61); 1953 Ce 2/2 9, 11, 13 in Tw 4II, 6II, 3II; 1958 Ce 2/2 1, 3II–4II, 6II, 7 ausgemustert |
| Ce 2/2 | 2II, 5II | 1928 (Umbau)    | Credé/SSW  | 9.00       | 7     | 18      | 1928 ex C 21–22; 1958 ausgemustert |
| C      | 21–22    | 1917/18 (Umbau) | Credé      | 9.00       |       | 18      | 1917 C 21 ex Ce 2/2 2 (Wagenkasten); 1918 C 22 ex Ce 2/2 5 1928 in Ce 2/2 2II, 5II |
| C      | 31–34    | 1913            | Credé      | 9.00       | 7     | 24      | 1953 C 31–32, 34 an Innsbruck (32=162); 1958 C 33 ausgemustert |
| BC2    | 35–39    | 1921            | Credé      | 8.90       | 7     | 24      | 1940 in Gattung C2; 1953 C 37–39 in C 31II–32II, 34II; 1958 C 31II–32II, 34II, 35 an TB C 86–89 |
| C      | 41–43    | 1920            | SWS        | 8.80       | 5     | 24      | 1953 an TB C 83–85 |
| C2     | 51–54    | 1913            | Credé      | 8.54       | 6     | 24      | Sommerwagen; 1914 C 51 und 52 verschlossen; 1941 C 51 in K 73; 1953 C 52–54 an Innsbruck (52=161) |
| M      | 61–64    | 1882            | SIG        | 5.40       | 2     | –       | 1918 ex StStZ C 416–417, 419–420; 1923 M 64 in X 102; 1952 M 62–63 an Maggia Kraftwerke; 1958 M 61 ausgemustert |
| M      | 65       | 1918            | Eigenbau   |            |       | –       | 1923 in X 103 |
| K      | 71–72    | 1913            |            | 6.00       | 4     | –       | 1956 M 72 an FO X 1057; 1958 K 71 ausgemustert |
| K      | 73       | 1913            | Credé      | 8.54       | 6     | –       | 1941 ex C 51; 1952 ausgemustert |
| L      | 81–82    | 1913            | Credé      |            |       | –       | 1955 L 81 an BVZ X 207; L 82 an FO X 1056 |
| FZ     | 91–92    | 1913            | Credé      | 8.00       | 6     | –       | ab 1920 in Gattung Z; 1952 ausgemustert und als Notwohnung |
| Xe 2/4 | 101      | 1917            | SWS/SSW    | 8.30       | 13    | –       | Sprengtriebwagen; 1947/48 ausgemustert; 1952 an FRT Xe 2/4 31 |
| X      | 102      | 1882            | SIG        | 6.15       | 3     | –       | Turmwagen; 1923 ex M 64; 1953 an BA X 102 |
| X      | 103      | 1918            | Eigenbau   |            |       | –       | 1923 ex M 65; 1952 ausgemustert |
| X1     | 104      | 1926            | Eigenbau   |            |       | –       | 1953 an BTI |
| Z1     | 111–112  | 1914            | Eigenbau   | 2.90       | 1     | –       | einachsige Postanhänger; 1952 ausgemustert |